# Krzysztof Saran
Krzysztof Mirosław Saran (ur. 13 czerwca 1978 w Kutnie), znany również jako Wizun – polski perkusista. Absolwent Wydziału Politologii UMCS w Lublinie. Saran działalność artystyczną rozpoczął w 1993 w zespołach Disaster i Abusiveness. W 2000 dołączył do formacji Deivos. W 2004 dołączył do grupy Parricide, początkowo zastępując podczas koncertów Tomasza Łucia. W 2005 i 2006 występował wraz z zespołem Azarath, w którym zastąpił Zbigniewa "Inferna" Promińskiego zobowiązanego występami z Behemothem. Również w 2006 Saran dołączył do grupy Squash Bowels. Muzyk opuścił formację niespełna dwa lata później; w tym czasie dołączył do zespołu Blaze of Perdition. W 2009 został członkiem sekstetu Ulcer.
W latach 2009–2010 występował w grupie Christ Agony, z którą dał szereg koncertów w Polsce. W 2010 uzupełnił skład zespołu Moon. Wraz z grupą nagrał, wydany w tym samym roku, album pt. Lucifer’s Horns. W tym samym czasie jako muzyk sesyjny nagrał wraz z zespołem Dira Mortis album pt. The Cult of the Dead. Wydawnictwo ukazało się w 2011 nakładem wytwórni Defense Records. Saran współpracował ponadto z grupami Eclipse i Engraved.

## Dyskografia
| Abusiveness - Parentalia (1994, demo, wydanie własne) - Visibilium Invisibilium (1996, demo, wydanie własne) - Dwie twarze mroku (1997, demo, wydanie własne) - Hefeystos / Abusiveness (2000, split, Nawia) - Wieczny powrót (2001, SP, wydanie własne) - Krzyk świtu (2002, Strong Survive) - Legenda wieków (2006, demo, wydanie własne) - Hybris (2007, Heavy Horses) - Trioditis (2010, Old Temple) - Nowa era (2010, split z Saltus, Morbid Winter) - Nad grobem ojców (2010, EP, Rex Diaboli) |  | Deivos - Hostile Blood (EP, 2003, wydanie własne) - Emanation from Below (2006, Empire Records) - Gospel of Maggots (2010, Unique Leader) - Demiurge of the Void (2011, Unique Leader) Inne - Parricide – The 3 Ways of a Brutality (2008, Mad Lion) - Moon – Lucifer’s Horns (2010, Witching Hour) - Ulcer – Grant Us Death (2011, Pulverised Records) - Dira Mortis – The Cult of the Dead (EP, 2011, Defense) - Blaze of Perdition – The Hierophant (2011, Pagan) |